# نویلینگن
نویلینگن (به آلمانی: Neulingen) یک شهر در آلمان است که در انتسکرایس واقع شده‌است. نویلینگن ۶٬۵۸۱ نفر جمعیت دارد.

## خواهرخوانده
شهر Győrújbarát خواهرخواندهٔ نویلینگن هست.